# Горњи праг
Горњи праг јесте највећа количина енергије, највећи интензитет стимулације који се дискриминише - даљим повећавањем интензитета дражи се не мења сензација. То је оно место на скали стимулације после којег се све дражи не разликују међусобно.
Овај појам је основни појам у психологији, односно њеној грани психофизици, која проучава чулну осетљивост на утицај дражи. 